# بيل دوغان (لاعب كرة قدم أمريكية)
بيل دوغان (بالإنجليزية: Bill Dugan)‏ هو لاعب كرة قدم أمريكية أمريكي، ولد في 5 يونيو 1959 في هورنيل في الولايات المتحدة.

## وصلات خارجية
- بيل دوغان على موقع مرجع كرة القدم المحترفة.كوم (الإنجليزية)